# أورايا (إسبانيا)
بلدية أورايا (بالإسبانية: Oria)‏, هي بلدية تقع في مقاطعة المرية. جنوب شرق إسبانيا. يبلغ عدد سكانها 2.488 نسمة.

## أعلام
- جوزيفا غاليغو ماسيغوسا

## وصلات خارجية
- (بالإسبانية)